# Sphagemacrurus pumiliceps
Sphagemacrurus pumiliceps es una especie de pez de la familia Macrouridae en el orden de los Gadiformes.

## Morfología
• Los machos pueden llegar alcanzar los 25 cm de longitud total.

## Hábitat
Es un pez de aguas profundas que vive entre 732-1880 m de profundidad.

## Distribución geográfica
Se encuentra en Mozambique y Filipinas.